# Bălcăuți, Suceava
Balcauti là một xã thuộc hạt Suceava, România. Dân số thời điểm năm 2002 là 3404 người.